# Flevopolder

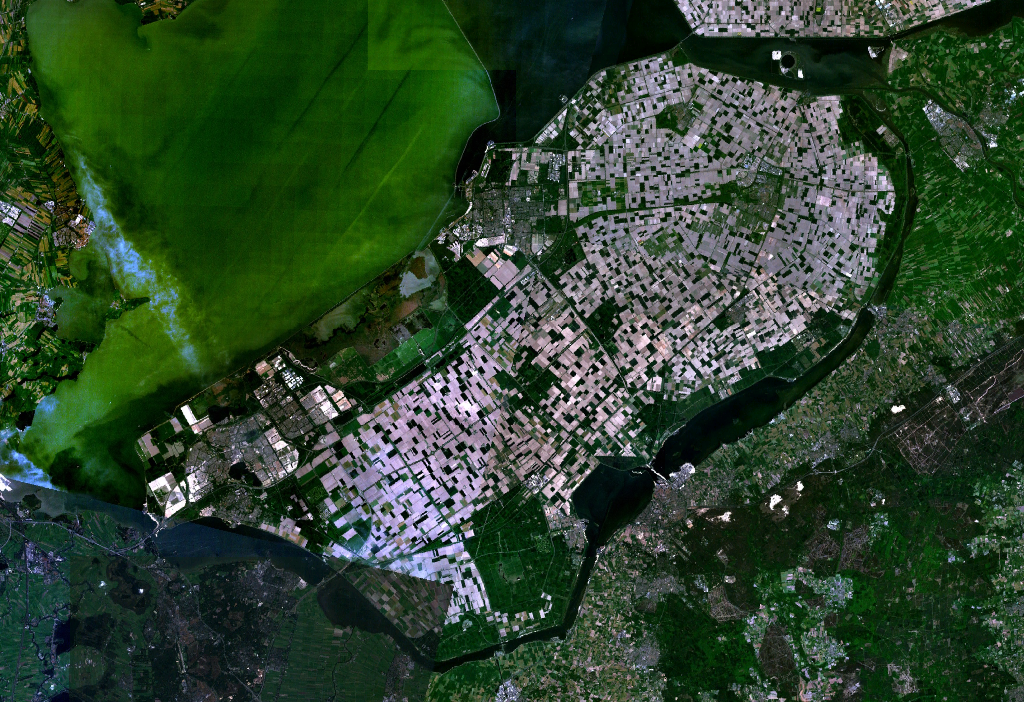
satelitní snímek Flevopolderu

Flevopolder je název území, které představuje přibližně 2/3 rozlohy nizozemské provincie Flevoland. Jedná se o dvojpoldr, který sestává ze dvou poldrů Oostelijk Flevoland (Východní Flevoland) a Zuidelijk Flevoland (Jižní Flevoland), přičemž každý z nich byl realizován v jiném časovém období. Oba poldry byly vybudovány jako součást projektu Zuiderzeewerken, Východní Flevoland vznikal mezi roky 1950 a 1959, Jižní Flevoland pak od roku 1959 do 1969. Celková rozloha Flevopolderu je 970 km². Flevopolder je největším ostrovem Nizozemska a největším umělým ostrovem na světě. V roce 2012 na něm žilo 332 000 osob, z administrativně-územního hlediska byl rozdělen do 4 obcí: Almere, Dronten, Lelystad a Zeewolde. Největším městem je Almere. Polder byl pojmenován podle jezera Lacus Flevo, které se na jeho místě nacházelo ve starověku.
Flevopolder je obklopen vodní plochou jezer Markermeer a IJsselmeer na severu a okrajovými jezery Randmeren na východě, jihu a západě. S pevninou je spojen osmi cestami, vede na něj také železniční trať Flevolijn.
Místní zajímavostí je kontroverzní socha Luciferův jazyk od Ruuda van de Winta, umístěná na hrázi Knardijk a vysoká devět metrů. V Lelystadu se nachází tematický park Batavialand s expozicí o budování polderů.